# Meurtres en Cornouaille
Pour plus de détails, voir Fiche technique et Distribution.
Meurtres en Cornouaille est un téléfilm français, de la collection Meurtres à..., écrit par Fabienne Lesieur et Victor Pavy, réalisé par Franck Mancuso et diffusé pour la première fois, en Belgique, le 22 avril 2018 sur La Une et prévu, en Suisse, le 18 mai 2018, sur RTS Un et en France, les 8 septembre 2018 et 9 août 2020 sur France 3.
Il fait partie des 10 épisodes phares sélectionnés par la RTBF pour célébrer les 10 ans de la collection et diffusés pendant 6 mois sur Auvio.

## Synopsis
Le corps de Morgane, 25 ans, est retrouvé dans l'eau, accroché à une balise. Il porte un déguisement de Dahut, figure féminine de la mythologie bretonne, morte justement noyée. Marion et Tristan Legay sont mis sur l'enquête. En couple dans la vie et dans le travail, ils traversent une période personnelle difficile. Le retour d'une de leurs amies d'enfance, Katell Morvan, fait resurgir les secrets et les mensonges de leur jeunesse.

## Fiche technique[2]
- Réalisation : Franck Mancuso
- Scénario : Fabienne Lesieur et Victor Pavy
- Premier assistant réalisateur : Olivier Bouffard
- Producteur : Thomas Viguier
- Production : Ryoan avec la participation de France Télévisions, de Be-Films et de la RTBF[3]
- Directrice de développement : Julie Boucher
- Directrice de production : Marie-Anne Leverbe
- Directeur de la photographie : Matthieu Misiraca
- Costumes : Valérie Mascolo
- Décors : François Chauvaud
- Musique : Laurent Sauvagnac, Stéphane Zidi[4]
- Pays d'origine :  France
- Langue originale : français
- Genre : policier
- Durée : 90 minutes
- Date de diffusion :  
  -  Belgique : 22 avril 2018, sur La Une[5]
  -  Suisse : 18 mai 2018, sur RTS Un[6]
  -  France : 8 septembre 2018, sur France 3

## Distribution[2]
Dans l'ordre du générique de fin.
- Sagamore Stévenin : Tristan Legay
- Caroline Anglade : Marion Legay
- Élodie Navarre : Katell Morvan
- Stéphane Boucher : Père Anselme
- Aladin Reibel : Gilles Goadec
- Narcisse Mame : Loïc Petit
- Agnès Blanchot : Elvire Goadec
- Xavier Thiam : Indra Pashkani
- Antoine Chappey : Docteur Yves Drouin
- Mathieu Lourdel : Yohann Mahé
- Jean-Pierre Rochette : Commandant Morin
- Anouch Durand : Servane Mahé
- Capucine Valmary : Solène Morvan
- Christian Bouillette : Martin Legay
- Alice Raucoules : Morgane
- Thierry Machard : Syndicaliste
- Marie Bailleu : Marion Jeune
- Carlotta Antonucci : Katell Jeune
- Luigi Kröner : Tristan Jeune
- Gabrielle Pichon : Rose, la fille d'Yves Drouin
- Aziliz Bourges : Infirmière 1
- Louise Forlodou : Infirmière 2
- Gérard Bohanne : Le voisin Indra
- Fabienne Fercoq : L'employée de la sacristie
- Sébastien Magere : Le gréviste
- Youna le Bras : Barmaid
- Hervé le Maout : Client bar 1
- Patrick Yvenou : Client bar 2
- Marie Sable : Cadavre Morgane

## Production

### Tournage
Le tournage s'est déroulé du 23 novembre au 20 décembre 2017 à Douarnenez, dans le Finistère, notamment sur le port de Tréboul, au Port-Rhu, au Cimetière de bateaux, sur l'Île Tristan et au cimetière marin de Tréboul.

### Choix des interprètes
Caroline Anglade devait, au départ, interpréter un rôle secondaire. C'est elle qui a insisté auprès du réalisateur pour obtenir le rôle principal aux côtés de Sagamore Stévenin. Après quelques essais, le réalisateur a accepté.

## Sortie DVD
Le téléfilm sort en DVD le 31 octobre 2018. Il est édité par LCJ Editions.

## Audience
- France : 3,70 millions de téléspectateurs (première diffusion) (20.4 % de part d'audience).

## Réception critique
Moustique salue le duo Stévenin/Anglade qui « fonctionne à merveille, tant physiquement que mentalement » et qualifié de « duo le plus sexy qu'on ait vu depuis quelques saisons ». De son côté, Télépro estime que « la recette à succès de la série « Meurtres à... » parvient à nous captiver de bout en bout ».